# Fatima Amarilla
Fatima Denisse Amarilla Gaona (* 30. Dezember 1995) ist eine paraguayische Hürdenläuferin, die sich auf die 400-Meter-Distanz spezialisiert hat.

## Sportliche Laufbahn
Erste internationale Meisterschaftserfahrungen sammelte Fatima Amarilla im Jahr 2011, als sie bei den Südamerikameisterschaften in Buenos Aires in 2:26,73 min den neunten Platz im 800-Meter-Lauf belegte. 2013 belegte sie bei den Juniorensüdamerikameisterschaften in Resistencia in 2:20,89 min den sechsten Platz über 800 Meter und schied mit 59,49 s in der Vorrunde im 400-Meter-Lauf aus. Im Jahr darauf schied sie auch beim Panamerikanischen Sportfestival in Mexiko-Stadt mit 58,95 s im Vorlauf über 400 Meter aus und anschließend belegte sie bei den U23-Südamerikameisterschaften in Montevideo in 2:19,83 min den achten Platz über 800 Meter und erreichte über 400 m Hürden nach 65,75 s Rang sechs. 2016 schied sie dann bei den Ibero-Amerikanischen Meisterschaften in Rio de Janeiro mit 57,84 s in der ersten Runde über 400 Meter aus und wurde über die Hürden in 63,85 s Fünfte. Anschließend belegte sie bei den U23-Südamerikameisterschaften in Lima in 59,03 s den sechsten Platz über 400 Meter, erreichte über 800 Meter in 2:17,66 min Rang sieben und wurde im Hürdenlauf nach 64,28 s Fünfte. 2017 schied sie bei den Südamerikameisterschaften in Luque mit 57,89 s im Vorlauf über 400 Meter aus und belegte in 2:14,14 min den neunten Platz über 800 Meter. Zudem klassierte sie sich mit 63,62 s auf dem achten Platz über die Hürden und erreichte mit der paraguayischen 4-mal-400-Meter-Staffel nach 4:09,14 min Rang sechs. Anschließend schied sie bei den Juegos Bolivarianos in Santa Marta mit 57,72 s in der Vorrunde aus und belegte über die Hürden in 62,04 s den achten Platz. 
2019 erreichte sie bei den Südamerikameisterschaften in Lima nach 2:16,73 min Rang zehn im 800-Meter-Lauf und 2021 wurde sie bei den Südamerikameisterschaften in Guayaquil in 64,29 s Sechste über 400 m Hürden. Im Jahr darauf nahm sie an den Südamerikaspielen in Asunción in 57,60 s den siebten Platz über 400 Meter und gelangte mit 64,77 s auf Rang fünf über die Hürden. Zudem belegte sie in 4:03,52 min den fünften Platz in der 4-mal-400-Meter-Staffel und kam auch mit der Mixed-Staffel mit 3:36,36 min auf Rang fünf. 2023 kam sie bei den Südamerikameisterschaften in São Paulo über 400 m Hürden nicht ins Ziel und belegte mit der Mixed-Staffel in 3:39,54 min den vierten Platz. 2025 belegte sie bei den Südamerikameisterschaften in Mar del Plata in 64,60 s den siebten Platz über 400 m Hürden und wurde in der Mixed-Staffel in 3:37,03 min Sechste.

## Persönliche Bestzeiten
- 400 Meter: 56,85 s, 13. Mai 2017 in Resistencia
- 800 Meter: 2:12,11 min, 8. April 2017 in Asunción
- 400 m Hürden: 61,89 s, 24. Juni 2017 in Asunción (paraguayischer Rekord)